# 池袋御嶽神社
池袋御嶽神社（いけぶくろみたけじんじゃ）は、東京都豊島区池袋にある神社。倭建命、神武天皇、武甕槌命を祀る。
池袋駅西口一帯の鎮守であり、近年は池袋の袋とフクロウの音が似るところから、苦労を除き（不苦労）福を呼び込む（福籠）神としてフクロウのお守りが授与されている。

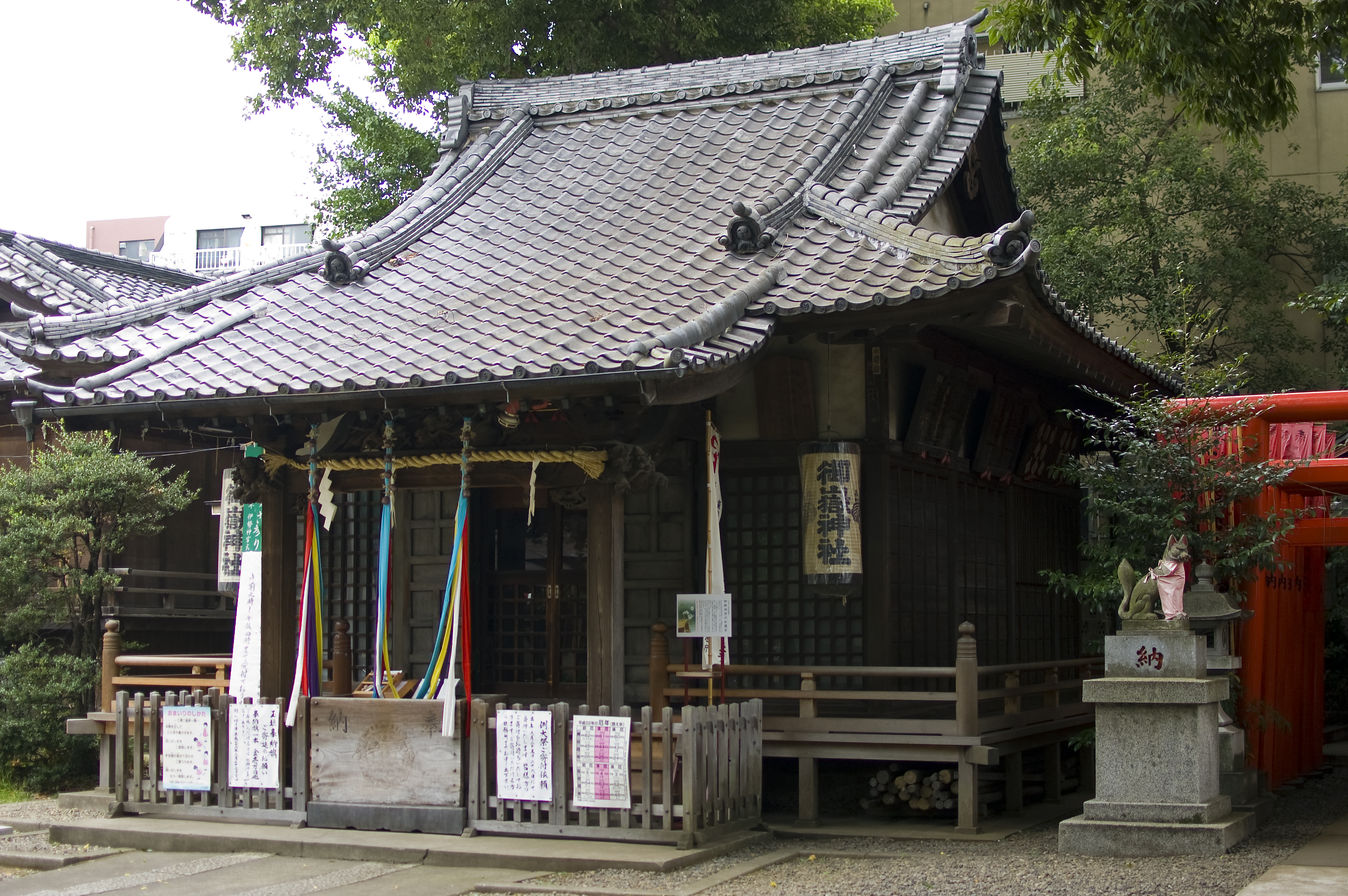
拝殿

## 由緒
鎮座した年代は不詳だが、天正年間頃に鎮座し、貞享4年（1687年）に社殿が創建されたといわれる。昭和13年（1938年）には村社に昇格し、社名が三嶽神社から御嶽神社に改められた。

## 境内社
子育稲荷社
保食神を祭る。

## 氏子地域
- 豊島区池袋二丁目1～75･76～78の一部、三丁目1～2･4～10･13～14･19～71、四丁目1の一部
- 西池袋一丁目1･6～44、三丁目全域、四丁目1～4･7～11･13の一部･14～15･16の一部･17～18、五丁目1～5･8～24
- 目白三丁目29、四丁目20～23、35～36

## 関連文献
- 「池袋村 三嶽社」『新編武蔵風土記稿』 巻ノ12豊島郡ノ4、内務省地理局、1884年6月。NDLJP:763977/30。